# Was Gott tut, das ist wohlgetan (koraal)
Was Gott tut, das ist wohlgetan is een Duitstalig koraal bestaande uit zes coupletten. De tekst werd in 1674 gedicht door de verder onbekend gebleven Samuel Rodigast, die werkte aan filosofische faculteit van de universiteit van Jena. De tekst werd op muziek gezet door diens vriend Severus Gastorius, die als cantor aan dezelfde universiteit was verbonden.

## Johann Sebastian Bach
Was Gott tut, das ist wohlgetan is een van de meest door Bach bewerkte koralen. Zo zijn er drie cantates bewaard gebleven die Bach gecomponeerd heeft op basis van dit koraal, namelijk
1. Was Gott tut, das ist wohlgetan (BWV 98) (1726)
2. Was Gott tut, das ist wohlgetan (BWV 99) (1724)
3. Was Gott tut, das ist wohlgetan (BWV 100) (1734)

Verder werd in de cantates Weinen, Klagen, Sorgen, Zagen (BWV 12) en Nimm, was dein ist, und gehe hin (BWV 144) een couplet van dit koraal gebruikt.

## Andere componisten
Was Gott tut, das ist wohlgetan is ook bewerkt door andere componisten, waaronder
1. Was Gott tut, das ist wohlgetan (Pachelbel) (gecomponeerd door Johann Pachelbel)
2. Was Gott tut, das ist wohlgetan (Karg-Elert) (gecomponeerd door Sigfrid Karg-Elert)